# Kawaguchi Kigai
Kawaguchi Kigai (japanisch 川口 軌外; geb. 10. November 1892 in Goryō (später Kibi, heute Aridagawa), Kreis Arida, Präfektur Wakayama; gest. 5. Juni 1966, eigentlicher Vorname Magotarō (孫太郎)) war ein japanischer Maler der Yōga-Richtung.

## Leben und Werk
Kawaguchi begann mit 15 Jahren Aquarelle zu malen. Ab 1909 besuchte er das Lehrerkolleg in Wakayama und beschäftigte sich weiter mit der Malerei. Ab 1911 befasste er sich unter Anleitung durch Saitō Yori (斉藤与里, 1885–1959) und anderen mit der Ölmalerei. Dann ging er zur Weiterbildung nach Tōkyō und gab schließlich die Lehrerausbildung auf. 1914 schloss er sich dem wieder erstandenen Nihon Bijutsuin an und bildete sich unter Kosugi Hōan weiter. Das war die Zeit, in der er den Künstlernamen „Kigai“, etwa „Außerhalb der Spur“, annahm.
Kawaguchi ging 1919 nach Frankreich, wo er Vlaminck und Renoir besuchte, auch nach Italien und Spanien reiste. Nach einem Aufenthalt 1923 in Japan war er 1924 wieder in Paris, wo er Kontakt mit Saeki Yūzō, Maeta Kanji, Satomi Shōzō (里見勝蔵; 1895–1981) und anderen Japanern aufnahm. Aber im Unterschied zu ihnen orientierte er sich an André Lhote, Fernand Léger und Marc Chagall.
1929 kehrte Kawaguchi nach Japan zurück und stellte Bilder aus im Rahmen der Künstlergruppe Nika-kai (二科会), bei der er im folgenden Jahr Mitglied wurde. Er schied aber bald wieder aus und beteiligte sich, zusammen mit Fukuzawa Ichirō, Migishi Kōtarō und anderen, an der Gründung der „Unabhängigen Gesellschaft für Kunst“ (独立美術協会, Dokuritsu bijutsu kyōkai). Das war die Zeit, als Kawaguchi sich mit Themen wie Mädchen, Muscheln, Vögel, Blumen und Früchte beschäftigte. 
1943 verließ Kawaguchi die Unabhängige Gesellschaft für Kunst und nach dem Kriege schloss er sich 1947 der Kokugakai (国画会) an. 1953 stellte er auf der Biennale von São Paulo aus. Er wandte sich der abstrakten Malerei zu, änderte ab 1956 seinen Vornamen in „Kigai“ (軌崖), etwa „Klippenspur“.
2012 veranstaltete das Museum of Modern Art, Wakayama (englisch für 和歌山県立近代美術館, Wakayama-kenritsu kindai bijutsukan, „Präfekturmuseum für moderne Kunst Wakayama“) anlässlich des 120. Geburtstags Kawaguchis eine Gedächtnisausstellung.

## Bilder

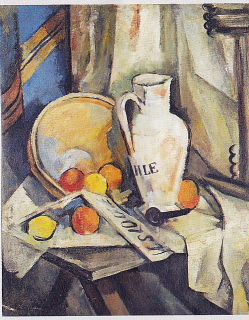
Stillleben mit Krug, 1925
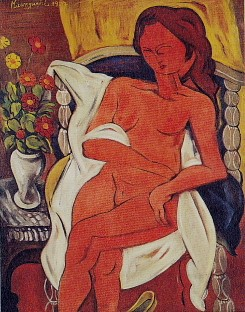
Figurenskizze, 1927
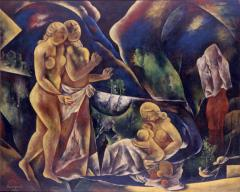
Welt, 1932
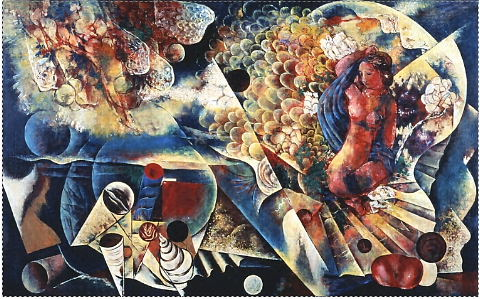
Mädchen und Muscheln, 1934
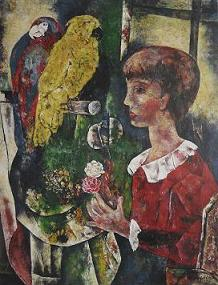
Papagaien und Mädchen, 1935
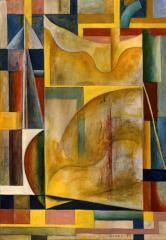
Hafen, 1957